# اشتراكية محافظة
الاشتراكية المحافظة هو مصطلح يستخدمه بعض المؤرخين، وخاصة المنظمة الاشتراكية البريطانية "الجمعية الفابية" في بداياتها، لوصف فلسفة الحكم لرئيس الوزراء بنيامين دزرائيلي. وقد استخدمه فيرنون بوجدانور [الإنجليزية] لوصف فكر فرديناند ماونت، واستخدمه أرنولد توينبي لوصف معتقدات جوزيف راينر ستيفنز وريتشارد أوستلر [الإنجليزية]. كما تم استخدام العبارة أيضاً لوصف كل من ستانلي بالدوين وهارولد ماكميلان في ثلاثينيات القرن العشرين، واستخدمت أيضاً من قبل توني جادج في دراسته السيرة الذاتية لروبرت بلاتشفورد، وفي دراسة أوسع للاشتراكية المحافظة بين عامي 1870 و1940.
نشرت مجلة كَنتري سكوير مقالاً على الانترنت عن الاشتراكية المحافظة، حيث وصف المؤلف الاشتراكيين المحافظين بأنهم "راديكاليون محافظون منفيون ينددون بالرأسمالية الليبرالية، بدلاً من الثناء بها لأدائها الثوري [ك‍]، كمدمر للمجتمع الشعبي والاقتصاد الأخلاقي." في مجلة سبيكتيتور، كتب الصحفي والمؤرخ تيم ستانلي: "سمها أمة واحدة، أو الأبوية، أو إذا كنت تشعر بشئء من الجرأة سمها الاشتراكية المحافظة - وهي فلسفة وليست عقيدة، لأنها تبدأ برفض العقيدة الاقتصادية، وحتى المادية حيث بالأساس الإنسان لا يعيش بالخبز وحده. وتكمن عبقريتها بأنها تجعل الثقافة محرك السياسة." ولقد عرّف الاشتراكية المحافظة بأنها "نهج للسياسة بحيث تضع الروحانيات قبل الاقتصاد، وتضع الإنسان داخل مجتمع يتم تشكيله من خلال العادات والتقاليد." كما أشار إلى الفترة التي كان فيها المحافظون حزب للحماية والإصلاح الاجتماعي.
يستخدم هذا المصطلح من قبل العديد من مؤيدي السوق الحرة لوصف تيارات معينة من المحافظين ذات العقلية الأكثر إصلاحية والتي تؤمن بحكومة أكثر نشاطا، مثل التيار الأبوي المحافظ. وقد اعتبر بعض الليبراليين الأمريكيين مثل موراي روثبارد بأن السياسات الداخلية لريتشارد نيكسون كانت اشتراكية محافظة، والتي اعتقدوا أن لها الكثير من القواسم المشتركة مع ما أطلقوا عليه المحافظة الحكومية الكبيرة التي تبناها المحافظون الجدد. وفي إطار هذا التوجه كتب ديفيد جيليرنتر [الإنجليزية] مقالاً طويلاً في مجلة ويكلي ستاندارد [الإنجليزية] يمتدح فيه دزرائيلي باعتباره مؤسس تيار المحافظة الحديثة.

## أنظر أيضاً
- اشتراكية برجوازية [الإنجليزية]
- نقابات محافظة [الإنجليزية]
- تيار محافظ ذو الأمة الواحدة
- توري الأحمر [الإنجليزية]
- اشتراكية صفراء [الإنجليزية]